# 蜡蝉下目
蜡蝉下目（学名：Fulgoromorpha）也作蜡蝉次目，是昆虫纲半翅目异翅亚目中的一个下目（次目），是一类广泛分布于世界各地的植食性昆虫。

## 分类
蜡蝉下目一般分为3个总科，其中2个为灭绝总科：
- † 革蜡蝉总科 Coleoscytoidea
- 蜡蝉总科 Fulgoroidea
- † 苏菱蜡蝉总科 Surijokocixioidea